# Huceine ibne Ali Alábide
Huceine ibne Ali Alábide (em árabe: الحسين بن علي العابد‎; romaniz.: Al-Ḥusayn ibn ʿAlī al-ʿĀbid) foi um álida que se rebelou em Medina contra o califa abássida Alhadi. Foi morto com muitos de seus seguidores na [[Batalha de Faqueque fora de Meca em 11 de junho de 786, de onde é conhecido na história como o "Homem de Faqueque" (árabe: صاحب فخ, romanizado: Ṣāḥib Fakhkh).

## Vida
O pai de Huceine era Ali Alábibe, bisneto de Haçane ibne Ali, e sua mãe era Zainabe, filha de Abedalá ibne Haçane Mutana, neto de Haçane ibne Ali. Seus pais eram famosos por sua piedade, a tal ponto que seu pai se ofereceu para se juntar a seus parentes álidas que foram presos pelo califa Almançor em 758 e 762, morrendo na prisão em 763. Maomé Nafes Zaquia, que liderou uma grande revolta álida em Medina contra os abássidas em 762, era irmão da mãe de Huceine. Ele, portanto, cresceu naquilo que a historiadora Laura Veccia Vaglieri descreve como "uma atmosfera de extrema piedade e de ódio secreto pelos abássidas". No entanto, tinha relações amigáveis com o terceiro califa, Almadi (r. 775–785), que lhe deu dinheiro e libertou um prisioneiro álida por sua intercessão. Segundo Veccia Vaglieri, "aqui existem muitas anedotas sobre seu amor pelos pobres, sua caridade, sua incapacidade de compreender o valor do dinheiro e sua generosidade sem limites".
Pouco depois da morte de Almadi em julho de 785, revoltou-se em Medina com seus seguidores se revoltaram, na esperança de tirar vantagem da posição ainda instável do sucessor, Alhadi. Provavelmente em 16 de maio de 786, Huceine e seus companheiros conspiradores tentaram tomar o controle de Medina. Na Mesquita do Profeta, subiu ao púlpito, simbolicamente vestido de branco e usando um turbante branco, e recebeu a lealdade de seus seguidores, com o nome real de al-Murtaḍā min Āl Muḥammad, "Aquele da casa de Maomé que agrada a Deus".
Os rebeldes não conseguiram reunir as pessoas comuns para sua causa, no entanto, e foram rapidamente confrontados pela guarnição local. Nos dias seguintes, os partidários dos álidas (Almobaídas, os "portadores de branco") e dos abássidas (Almuçauídas, os "portadores de preto") entraram em confronto repetidamente, mas os últimos saíram vitoriosos, confinando os álidas e seus partidários no recinto da Mesquita do Profeta. Com sua revolta claramente um fracasso, Huceine deixou a cidade rumo a Meca em 28 de maio, com cerca de 300 seguidores.
Em 11 de junho de 786, no uádi de Faqueque, cerca de 4 quilômetros (2,5 milhas) a noroeste de Meca, a pequena força de Husayn encontrou o exército abássida, sob o comando de vários príncipes abássidas que estiveram presentes na cidade com seus séquitos armados para o Hajj. Na batalha que se seguiu, Huceine e mais de cem de seus seguidores foram mortos e muitos feitos prisioneiros. Muitos álidas conseguiram escapar da batalha misturando-se aos peregrinos do haje. Entre eles estavam Idris e Iáia, os irmãos de Maomé Nafes Zaquia. Idris acabou se mudando para o Magrebe, e em 789 estabeleceu o Califado Idríssida na área do Marrocos moderno, enquanto Iáia levantou uma revolta no Dailão em 792.